# Marktstraße 36 (Gernrode)

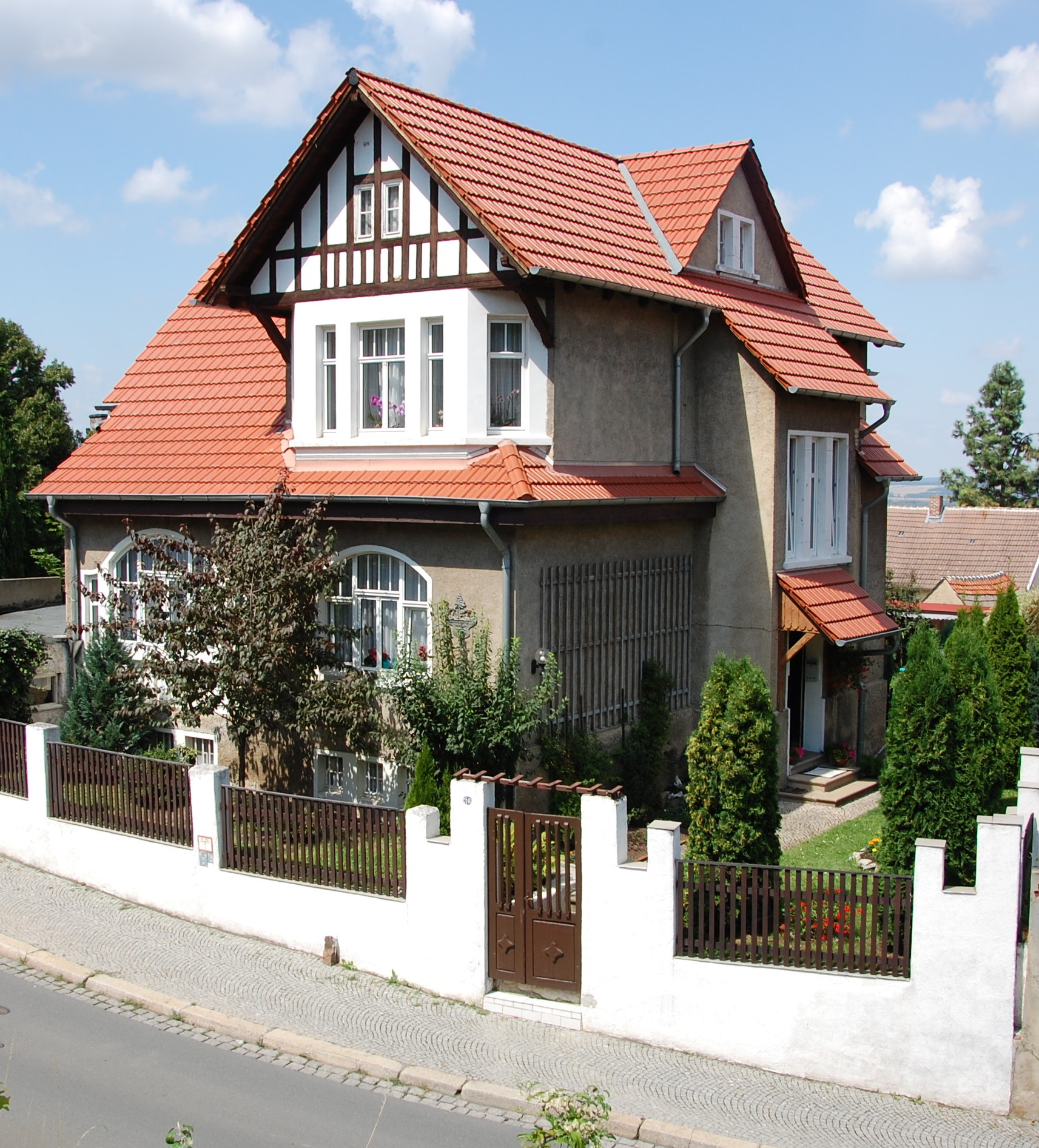
Haus Marktstraße 36

Das Haus Marktstraße 36 ist ein denkmalgeschütztes Gebäude in dem zur Stadt Quedlinburg in Sachsen-Anhalt gehörenden Ortsteil Stadt Gernrode.

## Lage
Es befindet sich im südlichen Teil der Gernröder Altstadt auf der Nordseite der Marktstraße und ist im örtlichen Denkmalverzeichnis als Wohnhaus eingetragen.

## Architektur und Geschichte
Das Haus wurde in der Zeit um 1910 errichtet. Der verputzte und an eine Villa erinnernde Bau weist einen stark gegliederten Grundriss auf. Die Fassade wird insbesondere durch den Einsatz von Segmentbogenfenstern geprägt.
Die Grundstücksumfriedung sowie Teile der Gestaltung des Gartens sind bauzeitlich.